# Ovejería (Piura)
Ovejería es una localidad peruana ubicada en el distrito de Frías, perteneciente a la provincia de Ayabaca del departamento de Piura, al norte del Perú.

## Ubicación
Ovejería se ubica al sur de la provincia de Ayabaca, en el distrito de Frías, en el departamento de Piura.

## Demografía
En 2017 Ovejería tenía una población de 47 habitantes.
| Gráfica de evolución demográfica de Ovejería entre 1993 y 2017 |
|                                                                |
| Fuentes: Población 1993 y 2017                                 |